# Journal d'une femme de chambre
Journal d'une femme de chambre is een Frans-Belgische film uit 2015 onder regie van Benoît Jacquot en gebaseerd op het gelijknamig boek van Octave Mirbeau. De film ging in première op 7 februari op het Internationaal filmfestival van Berlijn in de competitie voor de Gouden en Zilveren Beer.

## Verhaal
Frankrijk rond 1900, de Parijse Célestine wordt aangenomen als meid bij de familie Lanlaire in Normandië. Ze ontmoet daar de ontuchtige man des huizes en zijn aseksuele, tirannieke en jaloerse vrouw. Ze is vastbesloten niet te eindigen zoals de kokkin Marianne die al een kind aborteerde en nu weer zwanger is. Ze is wel geïntrigeerd door de knecht Joseph die antisemitische pamfletten ronddeelt en haar voorstelt om voor hem als prostituee te werken in Cherbourg.

## Rolverdeling
| Acteur             | Personage                                                |
| ------------------ | -------------------------------------------------------- |
| Léa Seydoux        | Célestine                                                |
| Vincent Lindon     | Joseph, knecht van de familie Lanlaire                   |
| Clotilde Mollet    | Madame Lanlaire                                          |
| Hervé Pierre       | Monsieur Lanlaire                                        |
| Mélodie Valemberg  | Marianne, de kokkin van de familie Lanlaire              |
| Patrick D'Assumçao | voormalig legerkapitein, buurman van de familie Lanlaire |
| Vincent Lacoste    | Monsieur Georges                                         |
| Joséphine Derenne  | Madame Mendelsohn, grootmoeder van Georges               |
| Dominique Reymond  | Verhuurster van dienstmeisjes                            |
| Adriana Asti       | madam                                                    |